# Guy Sénac
Pour les articles homonymes, voir Sénac.
Guy Sénac, né le 19 mars 1933 à Villetaneuse et mort le 13 janvier 2019 à Lens est un footballeur français. Il était défenseur, et international français. Il est le père du footballeur Didier Sénac

## Biographie
En 2022, le magazine So Foot classe Guy Sénac dans le top 1000 des meilleurs joueurs du championnat de France, à la 288e place, en compagnie de son fils Didier.

## Carrière
- 1952-1963 : RC Paris
- 1963-1968 : RC Lens

## Statistiques
- 347 matches en Ligue 1, 42 buts
- Premier match en D1 : le 9 septembre 1954, Sochaux - RC Paris
- Premier but en D1 : le 12 septembre 1954, RC Paris - Lyon

## Palmarès
- Deux sélections en tant que joueur en équipe de France A
- 1re sélection : le 11 décembre 1960, France - Bulgarie (3-0).